# Bakary Nimaga
Bakary Nimaga (Douala, 6 dicembre 1994) è un calciatore maliano, centrocampista della Portuguesa Santista in prestito dal Cianorte.

## Carriera

### Club
Il 31 gennaio 2013 viene acquistato a titolo definitivo dalla squadra albanese dello Skënderbeu, conquistando già al suo primo anno la Kategoria Superiore.
Il 21 agosto 2018 viene acquistato a titolo definitivo dalla squadra turca dell'Hatayspor per 250.000 euro, con cui firma un contratto annuale con scadenza il 30 giugno 2019.

### Nazionale
Ha partecipato ai Mondiali Under-20 del 2013.

## Statistiche

### Presenze e reti nei club
Statistiche aggiornate al 3 agosto 2019.
| Stagione          | Squadra           | Campionato        | Campionato | Campionato | Coppe nazionali | Coppe nazionali | Coppe nazionali | Coppe continentali | Coppe continentali | Coppe continentali | Altre coppe | Altre coppe | Altre coppe | Totale | Totale |
| Stagione          | Squadra           | Comp              | Pres       | Reti       | Comp            | Pres            | Reti            | Comp               | Pres               | Reti               | Comp        | Pres        | Reti        | Pres   | Reti   |
| ----------------- | ----------------- | ----------------- | ---------- | ---------- | --------------- | --------------- | --------------- | ------------------ | ------------------ | ------------------ | ----------- | ----------- | ----------- | ------ | ------ |
| gen.-giu. 2013    | Skënderbeu        | KS                | 5          | 0          | CA              | 2               | 0               | UCL                | -                  | -                  | SA          | -           | -           | 7      | 0      |
| 2013-2014         | Skënderbeu        | KS                | 8          | 0          | CA              | 3               | 2               | UCL+UEL            | 2+2                | 0                  | SA          | 0           | 0           | 15     | 2      |
| 2014-2015         | Skënderbeu        | KS                | 25         | 3          | CA              | 5               | 1               | UCL                | 1                  | 0                  | SA          | 1           | 1           | 32     | 5      |
| 2015-2016         | Skënderbeu        | KS                | 15         | 0          | CA              | 5               | 1               | UCL+UEL            | 6+4                | 1+1                | SA          | 0           | 0           | 30     | 3      |
| 2016-2017         | Skënderbeu        | KS                | 19         | 2          | CA              | 5               | 4               | -                  | -                  | -                  | SA          | 0           | 0           | 24     | 6      |
| 2017-2018         | Skënderbeu        | KS                | 25         | 0          | CA              | 6               | 1               | UEL                | 10                 | 1                  | -           | -           | -           | 41     | 2      |
| Totale Skënderbeu | Totale Skënderbeu | Totale Skënderbeu | 97         | 5          |                 | 26              | 9               |                    | 25                 | 3                  |             | 1           | 1           | 149    | 18     |
| 2018-2019         | Hatayspor         | 1L                | 9+2        | 1+0        | CT              | 3               | 0               | -                  | -                  | -                  | -           | -           | -           | 14     | 1      |
| 2019-2020         | Hartberg          | BL                | 1          | 0          | CA              | 0               | 0               | -                  | -                  | -                  | -           | -           | -           | 1      | 0      |
| Totale carriera   | Totale carriera   | Totale carriera   | 107+2      | 6+0        |                 | 29              | 9               |                    | 25                 | 3                  |             | 1           | 1           | 164    | 19     |

### Cronologia presenze e reti in nazionale
| Cronologia completa delle presenze e delle reti in nazionale ― Mali under 20 | Cronologia completa delle presenze e delle reti in nazionale ― Mali under 20 | Cronologia completa delle presenze e delle reti in nazionale ― Mali under 20 | Cronologia completa delle presenze e delle reti in nazionale ― Mali under 20 | Cronologia completa delle presenze e delle reti in nazionale ― Mali under 20 | Cronologia completa delle presenze e delle reti in nazionale ― Mali under 20 | Cronologia completa delle presenze e delle reti in nazionale ― Mali under 20 | Cronologia completa delle presenze e delle reti in nazionale ― Mali under 20 |
| Data                                                                         | Città                                                                        | In casa                                                                      | Risultato                                                                    | Ospiti                                                                       | Competizione                                                                 | Reti                                                                         | Note                                                                         |
| ---------------------------------------------------------------------------- | ---------------------------------------------------------------------------- | ---------------------------------------------------------------------------- | ---------------------------------------------------------------------------- | ---------------------------------------------------------------------------- | ---------------------------------------------------------------------------- | ---------------------------------------------------------------------------- | ---------------------------------------------------------------------------- |
| 22-6-2013                                                                    | Gaziantep                                                                    | Paraguay under 20                                                            | 1 – 1                                                                        | Mali under 20                                                                | Mondiali Under-20 2013 - 1º turno                                            | -                                                                            | 50’                                                                          |
| 25-6-2013                                                                    | Gaziantep                                                                    | Mali under 20                                                                | 0 – 0                                                                        | Grecia under 20                                                              | Mondiali Under-20 2013 - 1º turno                                            | -                                                                            |                                                                              |
| 28-6-2013                                                                    | Gaziantep                                                                    | Mali under 20                                                                | 1 – 4                                                                        | Messico under 20                                                             | Mondiali Under-20 2013 - 1º turno                                            | -                                                                            | 61’                                                                          |
| Totale                                                                       |                                                                              | Presenze                                                                     | 3                                                                            |                                                                              | Reti                                                                         | 0                                                                            |                                                                              |

## Palmarès

### Club

#### Competizioni nazionali
- Campionato albanese: 5

Skënderbeu: 2012-2013, 2013-2014, 2014-2015, 2015-2016, 2017-2018
- Supercoppa d'Albania: 2

Skënderbeu: 2013, 2014
- Coppa d'Albania: 1

Skënderbeu: 2017-2018